# Compañía de Niassa

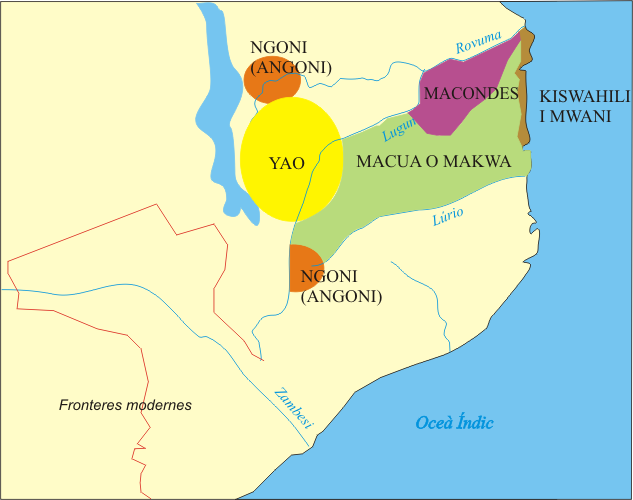
Zona acordada a la Compañía de Niassa, con algunos de los pueblos que habitaban la región.

La Compañía de Niassa tenía la concesión de las tierras que en la actualidad ocupan las provincias de Cabo Delgado y Niassa en Mozambique.

## Características
La Compañía fue una empresa autorizada por el Reino de Portugal en la colonia de Mozambique. Se fundó en 1890 y sus atribuciones administrativas iban desde el río Rovuma hasta el Lúrio y del Océano Índico al Lago Niassa. Tenía una extensión de 160.000 km², similar a la de Surinam o a la de la provincia argentina de Córdoba. 